# Jimme O'Neill
Pour les articles homonymes, voir O'Neill.
Jimme O'Neill est un auteur-compositeur-interprète et musicien né à Glasgow en Écosse.
Il est le leader et chanteur du groupe The Silencers depuis 1984, groupe phare de la scène rock écossaise, à son apogée vers la fin des années 1980 et le début des années 1990, avec d'autres artistes comme Simple Minds, Big Country ou The Waterboys.
De 2013 à 2018 il est également le chanteur guitariste du collectif The Celtic Social Club.

## Biographie

### Des racines irlandaises et un ancrage écossais
Jimme O'Neil naît à Glasgow en Écosse. De racines irlandaises, il descend d'une famille de mineurs catholiques. Il est fervent supporter du Celtic, emblématique club de foot glaswégien, rival des Rangers protestants. Son père, directeur d'une école primaire, lui transmet une francophilie précoce, qui s'exprime notamment dans la chanson et le cinéma. En famille, il séjourne adolescent à Saint-Malo, pour la première fois en 1966. Sa mère, qui donne des cours de cuisine, lui fait découvrir les fruits de mer et des gens qui, comme lui, « disent qu"ils ne sont pas chauvins, mais sont simplement pour l'équipe qui battra l'Angleterre au football ! ».
Grâce à son père, Jimme est nourri de folk écossais et de ballades irlandaise, interprétées notamment par les Clancy Brothers. En plein renouveau du folk américain, il assiste aux concerts marquants de Bob Dylan et Joan Baez sur l'Île de Wight. Tout en suivant des études d'architecture à Glasgow, puis à Londres, avec sa future femme, Jimme commence à chanter dans les clubs de folk de la capitale. Ses premières maquettes reflètent un univers teinté de blues, et progressivement d'une musique soul évoquant le Glasgow populaire qu'il présente comme « le Chicago de Grande-Bretagne ». Pour son premier disque, produit par Charlie Gillett, un homme de radio qui a notamment fait connaitre Dire Straits, il prend le nom « Jimme Shelter » en clin d'œil à la chanson Gimme Shelter des Rolling Stones. De 1977 à 1981, il enregistre trois albums avec son premier groupe Fingerprintz, en évoluant entre le post-punk et une new wave atmosphérique basée sur ce qu'il appelle le Beat Noir. Il connaît un réel succès de radio aux États-Unis où il effectue plusieurs tournées. En 1983 il enregistre deux singles avec Intro un duo qu'il forme avec Jaqui Brookes (Siam, Shox).

### Les rockeurs Celtes de The Silencers

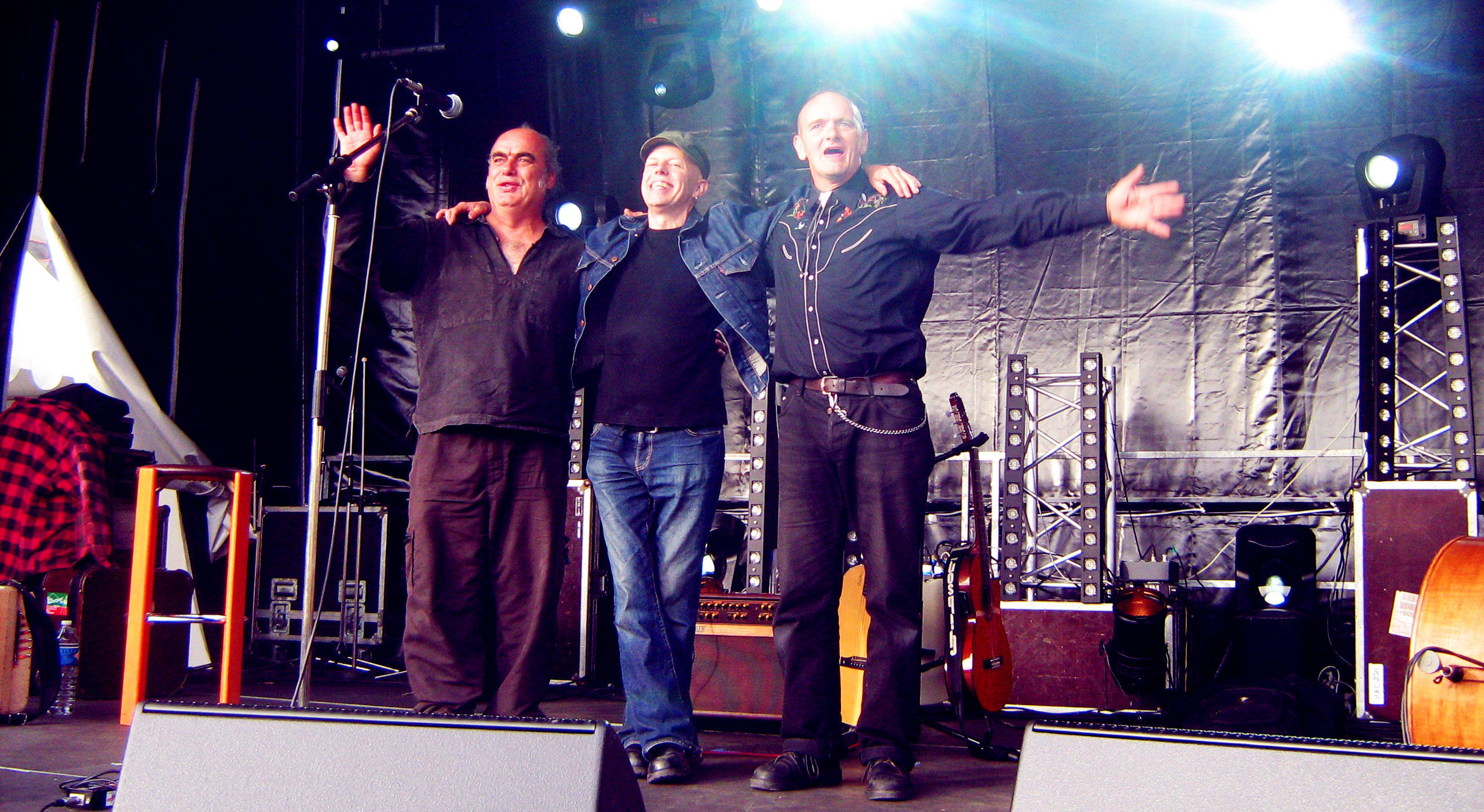
Jimme O'Neill à Saint-Brieuc en 2008.

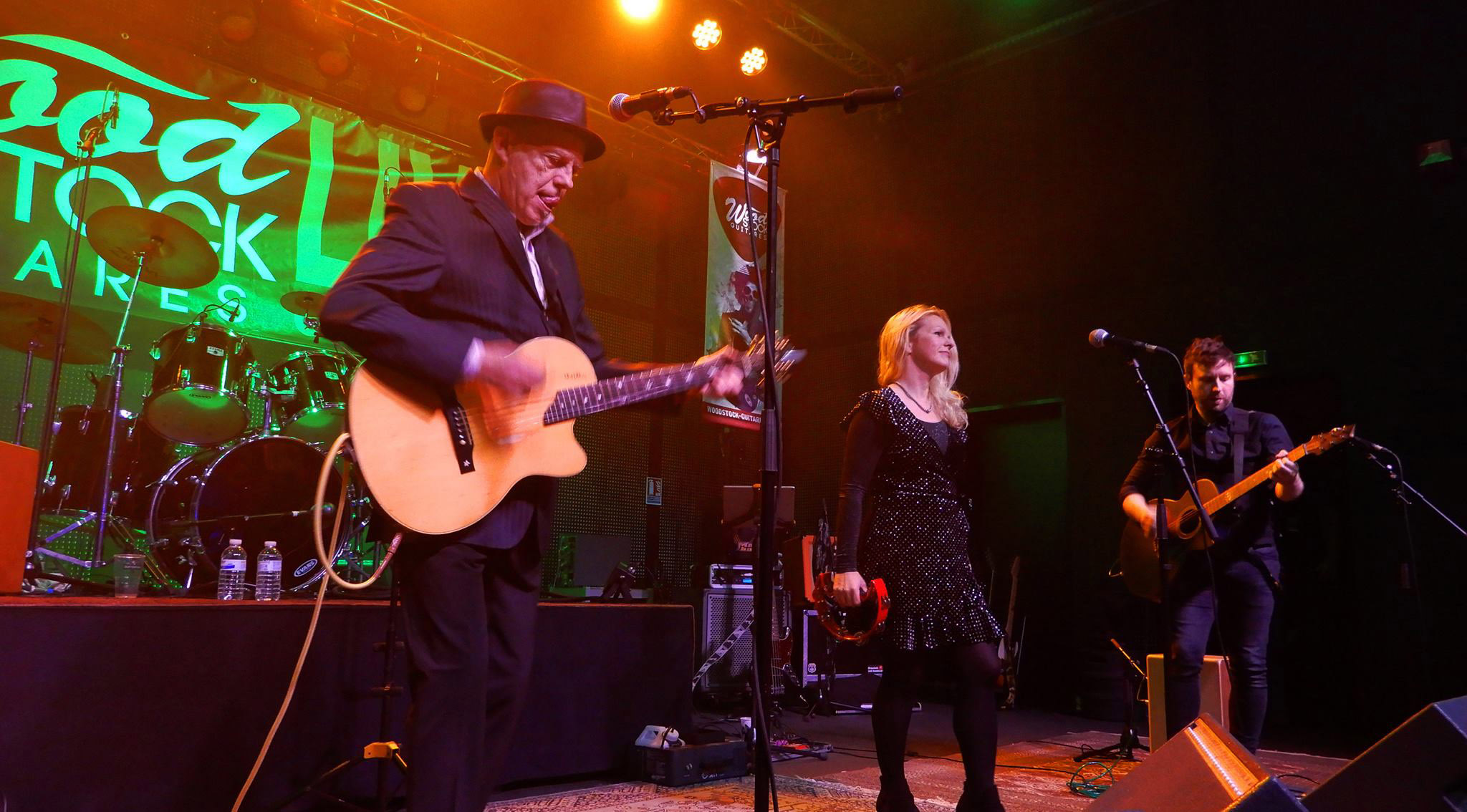
The Silencers à Ensisheim le 17 novembre 2018.

Après plusieurs années passées au cœur du mouvement rock londonien, il fonde The Silencers, avec Cha Burns, ex-guitariste de Fingerprintz, Martin Hanlin et Joe Donelly. Le groupe sort son premier album A letter from Saint Paul sur lequel figure le tube international "Painted Moon", une réaction personnelle à la guerre des Malouines. Leur identité écossaise est un puissant levier en Europe, où ils sont disque d'or, et aux États-Unis mais pour le milieu musical londonien, la place est prise par Simple Minds et ils ne sont « pas assez méchants, pas assez arrogants pour plaire aux journalistes anglais, comme l'était Oasis par exemple ». 
Progressivement, le groupe se recentre sur l'Écosse et la France, où sont enregistrés deux albums. Mais le rock mélodique défendu par The Silencers ou les aînés de Simple Minds se voit écarté par la période grunge, portée par Nirvana au début des années 1990. En 1990, Bulletproof Heart, chanson enregistrée par Jimme à l'époque des Fingerprintz et qui évoque les "troubles" en Irlande, est un hit en Europe. Durant les années 1990, le groupe continue de tourner à travers l'Europe et de réaliser de nouveaux albums. Le single du quatrième album, I Can Feel It, trouve le succès. Les musiciens changent et le groupe accueille les enfants de Jimme, son fils James puis sa fille Aura.

### Sa vie entre la Bretagne et l'Écosse

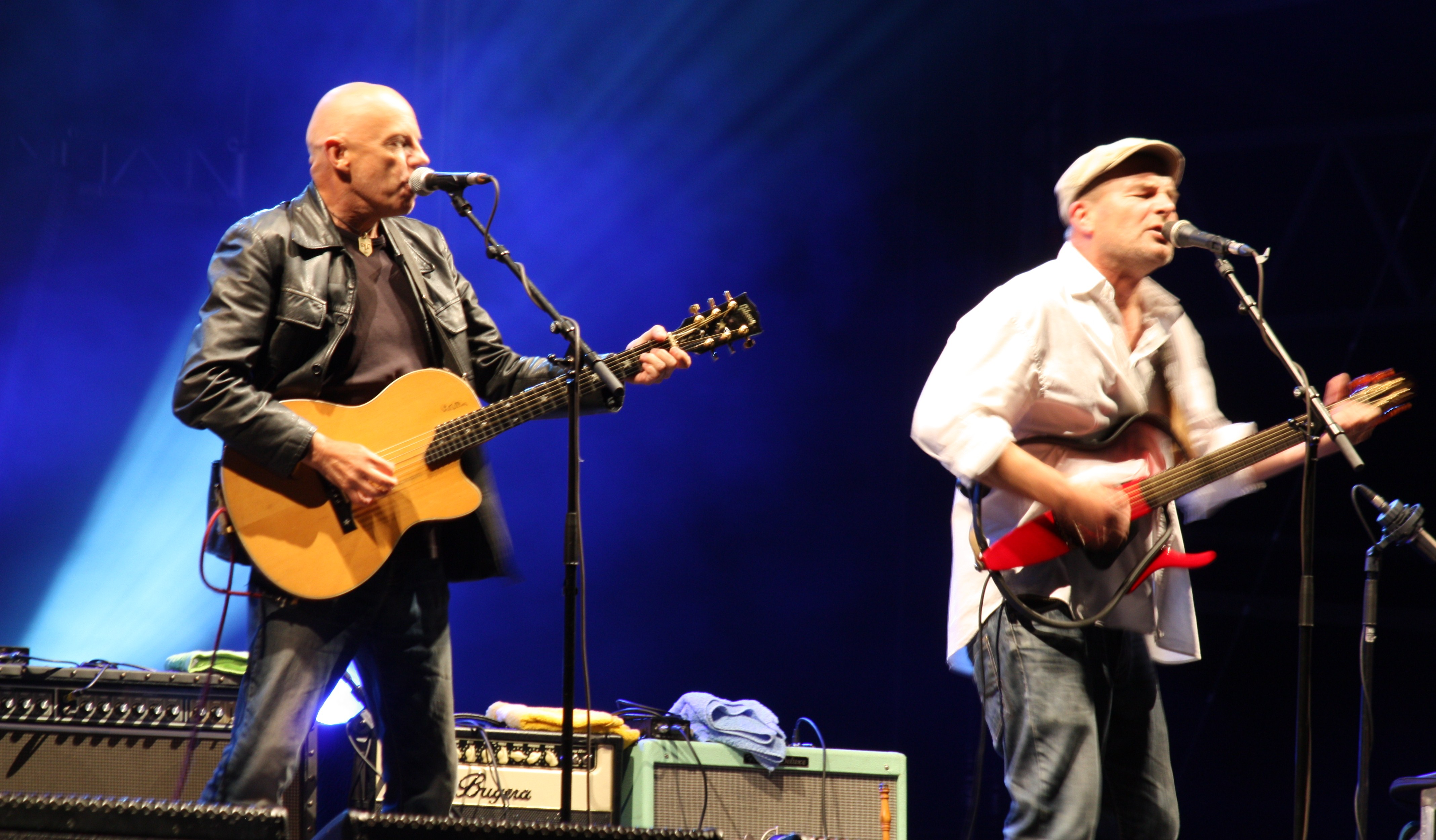
Jimme O'Neill (à gauche) invité de Red Cardell en 2010.

Jimme O'Neill change de vie en changeant de siècle. Par amour, il quitte l'Écosse et s'installe dans la campagne bretonne entre Rennes et Nantes. Il compose des mélodies acoustiques, peint et expose ses œuvres, s'essaye aussi à la littérature. Reconnu pour ses talents d'auteur et compositeur, il écrit des chansons pour des artistes de renom comme Lene Lovich, Paul Young, Rachel Sweet et Manfred Mann.

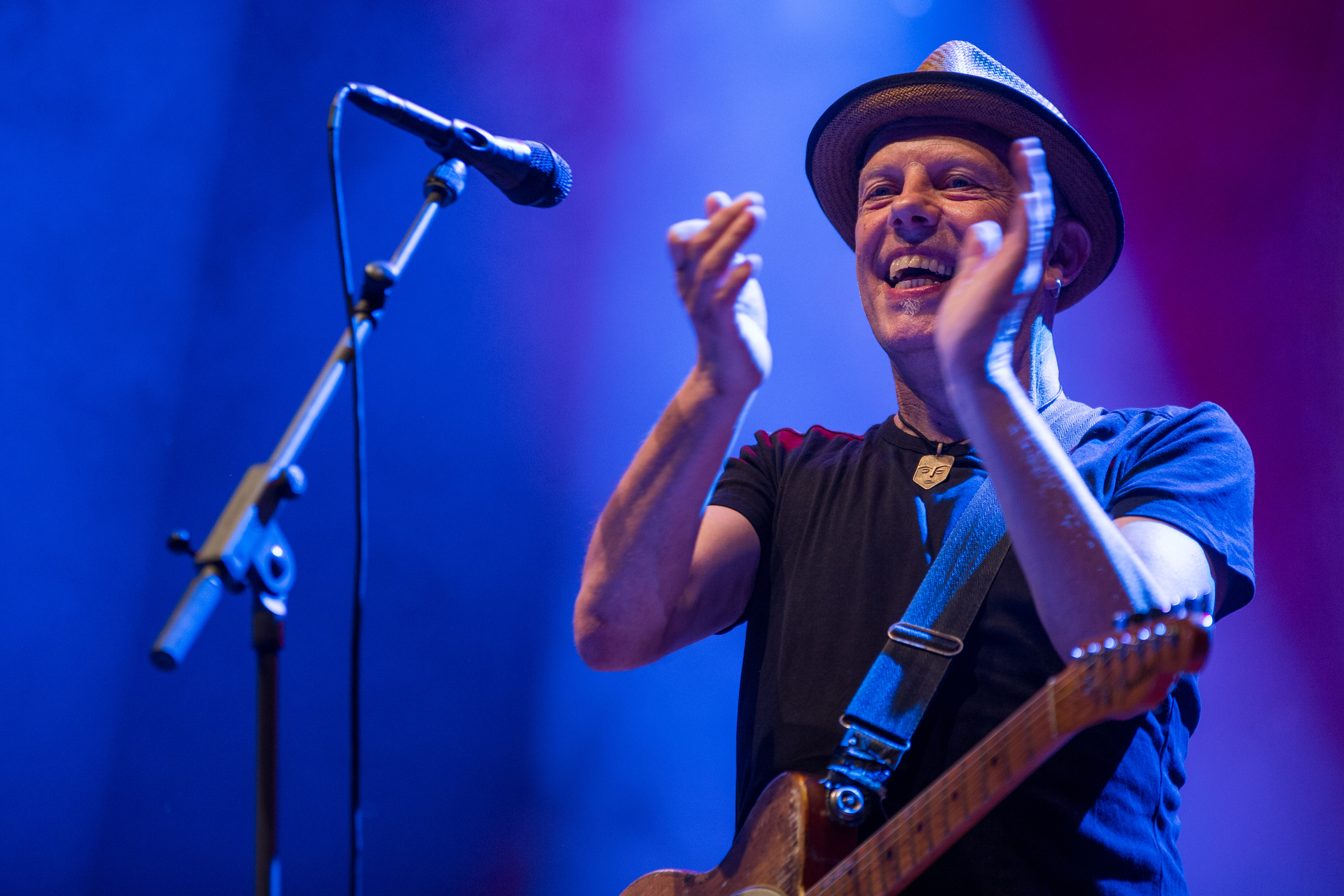
Jimme O'Neill avec The Celtic Social Club au TFF Rudolstadt 2015.

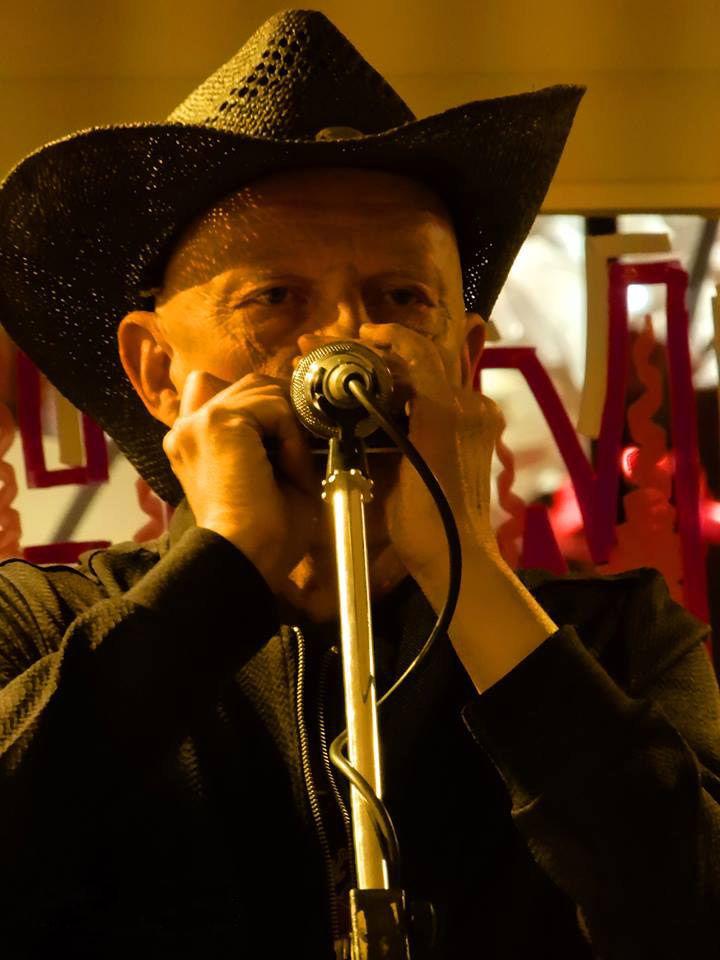
Jimme O'Neill and The Honkytonk Hicks, St Malo août 2018

En 2008, Jimme O'Neill sort un album solo, intitulé Real. Principalement composé en Bretagne, il est produit par Keltia Musique. Parallèlement aux Silencers, il chante aussi en langue française avec un groupe Breton, Les Balles d'Amour et a participé aux albums Le Banquet de cristal et La Fête au village de Red Cardell. En 2010, il monte un nouveau groupe de compositions et de reprises country rock : The Honkytonk Hicks. Un album autoproduit sort en avril 2011.
En 2014, Jimme O'Neill participe avec Jean-Pierre Riou au Celtic Social Club , une création scénique pour le festival des Vieilles Charrues. Le projet, initié et dirigé par Manu Masko, abouti à l'enregistrement d'un premier album produit par Keltia Musique, un CD/DVD live et un nouvel album en 2017. Avec le Celtic Social Club, il se produit en France, dans les festivals et réalise quelques tournées internationales, jusqu'en 2018.

## Discographie

### Avec The Silencers
- voir article dédié

### Avec The Celtic Social Club
- voir article dédié

### Participations
- 2008 :Le Banquet de cristal - Red Cardell
- 2008 : Songbook vol. 2 - Cecile Corbel (sur Lover's Farewell)
- 2009 : La Fête au village - Red Cardell
- 2012 : The Origins - Excalibur III d'Alan Simon
- 2015 : Le grand chemin avec Cali (sur l'album L'âge d'or de Cali)